# Christian Hviid Bredahl
Christian Hviid Bredahl (født 30. oktober 1784 på Hellestrupgaard ved Sorø, død 16. januar 1860 på Damsgaard ved Sorø) var en dansk forfatter. 
Bredal gik i Slagelse lærde skole, blev student 1801 og studerede derefter en kort tid teologi, men opgav dette studium, da det blev ham klart, hvor fjernt alt dogmatisk lå ham. Om hans liv i denne periode er i øvrigt kun lidet pålideligt kendt; en ulykkelig kærlighed synes en lang tid at have bragt ham selvopgivelsen nær, og det var først efter et flere års ubundent friluftsliv på landet (som "en vældig Jæger og farlig Mand for Markens og Skovens vilde Dyr og Himlens Fugle") og ganske overladt til sine egne tanker, at han atter genvandt sin sindsligevægt. Han læste vel i disse år en del, særlig Shakespeare, Goethe og Oehlenschläger, syslede også selv med poesi og skrev flere dramatiske digte, der dog aldrig kom offentlig frem (under Tylvtestriden skrev han tillige en, ikke udgiven, hvas satire, Søbekaalen, hin poetiske, mod Oehlenschläger), men først 1819 gav en ydre anledning, en uretfærdighed begået mod en gammel kone, ham stødet til at træde frem. Han udgav da sit første arbejde, Dramatiske Scener, uddragne af et ældgammelt Haandskrift, frit oversatte af det Kyhlamske ved C. Bredahl, Kyhlamnensis musæ famulus vilis et immeritus ("den kyhlamske muses ringe og uværdige tjener"), 1. del; i de nærmest følgende år udgav han 2., 3. og 4. del af dem tillige med nogle mindre, ganske ubetydelige polemiske skrifter (Nytaarsgave til den ynkværdige Kyhlamske Famulus fra C. Bredahl, Student (1820) og Lirmsongs Optegnelser paa en Reise, oversatte af det Kyhlamske og lokaliserede ved C. Bredahl (1821), det sidste delvis en polemik mod den nyere poesis mystik og romantik). Imidlertid havde Bredahl (1820) ægtet sin broders enke, der bragte et vanført barn med fra sit første ægteskab, og taget en søster i huset; samtidig mistede han omtrent alt, hvad han ejede, resten af sin fædrenearv, ved en vens upålidelighed. Pint under byrden af næringssorgerne måtte han opgive tanken om fortsat digterisk virksomhed og tage fat på Møggreb, Spade og Hakke. For 5 rigsdaler købte han 1824 parcelgården Damsgaard ved Sorø og levede nu til sin død som bonde her; men gården var forfalden, jorderne forsømte og udpinte, og gæld var der på den, som måtte betales. Uagtet Bredahl arbejdede i sit ansigts sved fra morgen til aften, kunne han næppe skaffe sig og sine det daglige brød; de udgivne dele af Dramatiske Scener havde ingen afsætning, og forlæggeren vægrede sig ved at udgive flere af dem. En lille understøttelse af fonden ad usus publicos hjalp blot i øjeblikket over vanskelighederne, og kun ved en offentlig indsamling, foranlediget ved et anonymt opråb i Dagen (ved hans Barndomsveninde fru Rosenstand-Goiske) lykkedes det 1831 at redde ham fra økonomisk undergang; samtidig eftergav kongen ham hans skatterestancer til Sorø Akademi og fritog ham for fremtidig at svare afgift til akademiet. 
Det blev nu en stund så lyst for Bredahl, at han kunne fortsætte udgivelsen af de Dramatiske Scener, hvis 5. og 6. del udkom 1832—33; men om nogen varig forbedring i Bredahls kår blev der ikke tale. Atter og atter vender han i sine breve tilbage til sin fortvivlede kamp for at skaffe brødet og til det ulykkelige i både at være bonde og poet, "hvilke to Levebrød hvert for sig er tilstrækkeligt til at ødelægge sin Mand". Trods alt var hans digteriske produktion i disse år meget betydelig, men gav rigtignok intet som helst økonomisk udbytte. Foruden de udgivne skrifter (Fra gamle Gumba, et indlæg i gengangerstriden, En Hverdagshistorie, af Mads Klister, Bogbindersvend, en bred og trættende parodi på Hverdagshistorierne med angreb på den Heibergske skole, og Erindring om Danmarks svundne og Haab om dets kommende Dage, til sine Landsmænd og Landsmandinder fra C. Bredahl, et politisk-konservativt skrift ganske mod tidens strøm, med sympatiske udtalelser om "Eneherskerstaven" og skarpe udfald mod det politiske kandestøberi) skrev han en række lystspil og tragedier (alle hidtil ikke udgivne), der sendtes til det kongelige Teater, men for største delen sendtes ulæste tilbage af Christian Molbech; først ved Heibergs hjælp lykkedes det at bringe tragedien Knud Svendssøn på scenen december 1849, men den blev henlagt efter to opførelser. Det skyldtes særlig konferensråd Collin, at Bredahl holdtes oven vande i disse år, og at der fra 1845 bevilgedes ham en årlig digtergage på 250 rigsdaler. Hans økonomiske kår var således i hans sidste levetid forholdsvis gode, og trods sygdom og sorger (hans eneste søn faldt i slaget ved Isted) var livet i det hele nu lysere for ham; men med sin digtervirksomhed havde han taget afsked efter modgangen med Knud Svendssøn (1847 havde han fået udgivet dramaet Sultan Mahmuds Pilgrimsgang, og i Gæa havde P.L. Møller optaget fragmenter af den utrykte tragedie Sokrates). Et lyspunkt i hans livs aften blev det, da Samfundet til den danske Litteraturs Fremme 1855 påtog sig forlaget af en af F.L. Liebenberg besørget, stærkt forkortet udgave af de Dramatiske Scener i 3 smukt udstyrede bind og med digterens portræt af Vermehren samt i honorar herfor udbetalte Bredahl henved 1600 rigsdaler. Skønt hans navn derved blev kendt i vide kredse, gik hans sidste leveår og hans død så godt som ubemærket hen; han ligger begravet på Pedersborg Kirkegård tæt uden for Sorø ved Kongevejen. 
Bredahl står ganske ensom i dansk litteratur, hans digtning er aldrig blevet populær, næppe engang synderlig læst. Ingemann, hans yngre skolekammerat fra Slagelse, senere hans fuldtro ven i livet, har i sin Levnetsbog skildret Bredahl fra skoletiden. Allerede da var han en tavs indesluttet natur, deltog sjælden i de andre drenges leg, men hjalp hellere ringerkællingen med at trække klokkestrengen i tårnet eller med graverarbejde på kirkegården. I sit liv som i sin digtning gik han sine egne veje lidet agtende på mængdens færd, en stolt, trodsig karakter, der ganske manglede evnen til at underordne sig, men altid var rede til at beskytte dem, der syntes ham at lide under vold og uret; hans triste livsskæbne udviklede yderligere det bitre og menneskeforagtende i hans natur. I sine Dramatiske Scener er 
det da også menneskenes forfængelighed og tidens usselhed, han skildrer med harmfuld indignation og foragt over al den troløshed, han mener at se omkring sig. Men en sådan digtning var for kraftig kost for den slappe tid, og tilmed henlægger han sin handling — eller rettere de vilkårlig sammenføjede scener — til et fantastisk månekejserdømme, hvor personer og steder har fået de underligste navne, og hvor ethvert realistisk grundlag synes at mangle; kun få forstod, at hans personer var ægte "Kød af vort Kød", at det var tidens tilstande, der fremdroges i kaleidoskopisk brogethed, at hele hans digtning var en stor verdenstragedie. En moderne læser vil vanskelig forsone sig med hans rent Voltaireske opfattelse af menneskene, med de englerene helte og djævelsksorte skurke i grelleste modsætning, med den ensidige karrikeren, hvormed han i sin bitterhed ofte tegner verden og menneskene, og den prækende og moralske forbitrelse, han ofte slår over i; den rent formelle ubehændighed i kompositionen og de mange platheder i stilen vil også virke stødende. Men til gengæld vil man fra læsningen af disse scener medbringe et levende indtryk af et stort og ædelt menneskehjerte, af en så dyb natur- og menneskefølelse, som kun hos få, af en streng retfærdighedstrang, der med glødende harme ser "paa al Slethed og Uretfærdighed, paa al Løgn og Hykleri, paa al sminket Herlighed og tom Storhed i Verden". De dristige fantasibilleder med de Michelangelosk storladne figurer og den malmfulde diktion vil efterlade indtryk som en Shakespearesk tragedie; sikkert er der da også i Bredahls Dramatiske Scener mange både tragiske og komiske enkeltheder, over hvilke der er en storslåethed, som stiller Bredahl jævnbyrdig den store englænder.